# 숀 (음악가)
김윤호(1990년 1월 12일 ~ )는 예명 숀(SHAUN)으로 잘 알려진 대한민국의 가수, DJ, 프로듀서, 싱어송라이터이다.
대한민국의 가수, DJ, 프로듀서, 작곡가 및 치지직, 유튜브에서 활동하는 인터넷 방송인이다.
칵스의 멤버로 신디사이저를 맡은 바 있다. EXO 콘서트 오프닝이나 VCR곡, 멤버 카이의 독무대 BGM인 Deep Brethe, f(x) 콘서트 오프닝 트랙 곡 등이 그의 작품이다. 최근 aespa의 멜론 뮤직 어워즈 공연 음원을 편곡하기도 했다. 윤하의 '사건의 지평선', 보아의 'Who are you' 역시 그의 편곡을 거쳤다. 기존에는 다양한 클럽에서 DJ로 활동하였으며 현재는 솔로 싱어송라이터로 활동하고 있다.
숀(SHAUN)은 다재다능한 뮤지션으로 밴드 및 DJ 활동과 함께 연주자, 작곡가, 프로듀서 등 음악적으로 다방면에서 왕성한 활동을 이어가던 중, 2018년 6월 자신의 첫 EP 앨범 [TAKE] 를 발매하며 화제를 일으켰다. 특히 수록곡 중 하나인 “Way Back Home”은 국내 모든 차트 1 위를 석권하며 국내 뿐 아니라 동남아시아를 필두로 전세계 사랑을 받아 현재는 전체 앨범 통틀어 전 세계 34억 스트리밍, 가온 차트 기준 2억 스트리밍 돌파, 스포티파이에서는 2억 7천만 스트리밍을 기록했다.
이후 2019년 1월, 두 번째 EP 앨범 [안녕]과 8월 세 번째 EP [36.5]를 연이어 발매한 후 군대를 입대했다.
2020년 11월 군 제대 후, 2021년 5월 더블 싱글 [#0055b7]을 선보였고 2022년에는 글로벌 톱 싱어송라이터 유나(Yuna)가 참여한 싱글 [So Right]을 발매했다. 2022년 7월에는 네 번째 EP [Omnibus pt.1 : 만화경]과 12월 다섯 번째 EP [Omnibus pt.2 : Inside Out]을 발매하며 연계된 가치관을 담아 표현해냈다.
2023년 2월에는 태국 글로벌 아티스트 Jeff Satur와의 콜라보 싱글 [Steal The Show]를 발매해 현재 스포티파이 584만 스트리밍과 유튜브 조회수 545만회를 달성했다.
2023년 11월에는 싱글 '여름에 두었다', 2024년 2월에는 싱글 'Easy'를 발매했으며, 이후 4월 일본에서의 첫 EP [For a While]을 발매해 도쿄에서 쇼케이스를 성공적으로 마쳤다.

## 방송 활동
- 2022년 TV CHOSUN 《아바드림》 - '김나비'

## 음반 목록
- 2014년 싱글 <Bring The Beat (2014 World DJ Festival Anthem)>
- 2014년 싱글 <Silence>
- 2015년 싱글 <Falling Into>
- 2015년 싱글 <Bring The Bounce>
- 2017년 싱글 <Dream>
- 2018년 싱글 <Yeah Ah Gang>
- 2018년 EP <Take>
- 2018년 리믹스 앨범 <Way Back Home (The Remixes)>
- 2018년 싱글 <Way Back Home (Feat. Conor Maynard) (Sam Feldt Edit)>
- 2019년 EP <안녕>
- 2019년 EP <36.5>
- 2020년 드라마 '저녁 같이 드실래요' OST <사랑한다는 말로는>
- 2021년 싱글 <#0055b7>
- 2022년 싱글 <So Right>
- 2022년 EP <Omnibus pt.1 : 만화경>
- 2022년 웹툰 '연애의 발견' OST <For you>
- 2022년 EP <Omnibus pt.2 : Inside Out>
- 2023년 싱글 <Steal The Show>
- 2023년 싱글 <Way Back Home (Japanese Ver.)>
- 2023년 싱글 <여름에 두었다>
- 2024년 싱글 <Easy>
- 2024년 EP <For a While>
- 2024년 드라마 '가족X멜로' OST <너의 곁에서>